# قلاكون (سقز)
قرية قلاكون (بالكردية: قەڵاکۆن) هي إحدى القرى التابعة لـصاحب في ريف قسم زيويه من مقاطعة سقز، في محافظة كردستان الإيرانية.

## السكان
حسب إحصاءات سنة 2006، بلغ إجمالي السكان في قلاكون 546 نسمة وعدد المساكن 109 مسكن. لغة سكان قلاكون هي اللغة الكردية و هم من أهل السنة والجماعة والمذهب الشافعي.